# بلودبالت
بلودبالت Blodpalt (بالسويدية) أو ( (بالفنلندية: veripalttu)‏  (باللاتفية: asins pankūkas)‏) هو طبق قديم لا يزال شائعًا إلى حد ما في شمال فنلندا وأجزاء من شمال السويد. يعود تاريخ الطبق إلى الزمن الذي استخدمت فيه الأسرة بعناية جميع أجزاء الحيوانات للحصول على ما يكفي من الطعام ومنها دم الثدييات.
بلودبالت هي في الأساس هي فطيرة تشبه الزلابية مصنوعة من دقيق الشعير أو الجاودار (ولكن ليس دائمًا) البطاطا النيئة المبشورة ، مع إضافة الدم  إلى العجين ، مما يجعلها وجبة مغذية يتم تناولها غالبًا خلال الشتاء المظلم والطويل . 
في لابلاند في فنلندا، يُصنع بلودبالت عادةً بدم غزال الرنة ، والجاودار أو دقيق القمح ، ولكن لا يُصنع من البطاطس ،  ويُقدم إما على شكل زلابية في الحساء ، أو مع لحم الخنزير المقدد غير المدخن. في أجزاء أخرى من شمال السويد ، يُصنع بلودبالت بنفس طريقة صنع لحم الخنزير المقدد العادي ، ولكن مع إضافة الدم إلى العجين.

## أنظر أيضا
- بودينغ أسود
- بلود بلاتار